# 千代鶴
千代鶴(ちよづる)は鎌倉時代中期から後期の女性。竹原小早川氏初代当主・小早川政景の正室である。父は小早川季平（景平の子で弟は政景の父・茂平）の子・草井季泰（草井氏初代当主）である。千代鶴が政景の正室になったことにより、父・草井季泰の一族・草井氏は竹原小早川氏の庶子として竹原小早川家の一翼を担う一族へと成長していくことになる。後にこの一族から竹原小早川姓を称する者も現れる。小早川政景から見て従姪（いとこ違い）にあたる。子供に小早川景宗がいる。